# Betty Dienstl

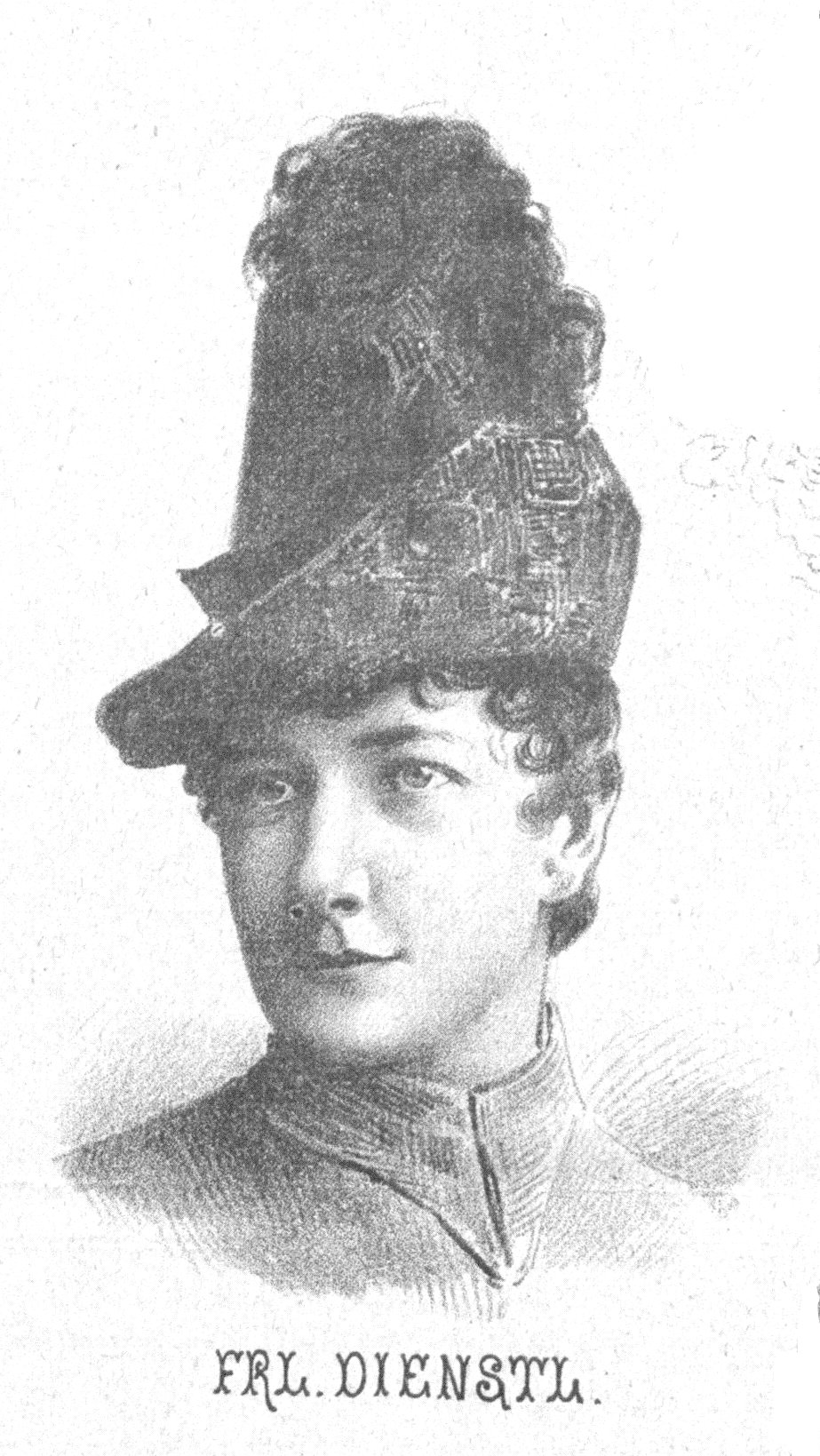
Betty Dienstl im Jahre 1887

Betty Dienstl (26. November 1864 in Wien – nach 1902) war eine österreichische Kinderdarstellerin und Theaterschauspielerin.

## Leben
Dienstl erprobte schon in Kinderrollen ihr Talent. Ihr erstes selbständiges Engagement fand sie 1882 am Residenztheater in Berlin, nachdem sie in Wien ihre schauspielerische Ausbildung abgeschlossen hatte. 1883 kam sie nach Sigmaringen, 1885 nach Budapest ans Deutsche Theater und trat 1887 in den Verband des Prager Landestheaters.
Sie vertrat das Fach der jugendlichen Salondamen und Lustspielsoubretten und war während ihrer langjährigen Tätigkeit beim Prager Theaterpublikum beliebt. Sie entwickelte in ihren Darbietungen Liebreiz, natürliches, der Situation stets angemessenes Spiel, ging mit Verständnis an die Lösung ihrer Aufgaben, erwies sich in jeder Rolle als routinierte, gewandte Schauspielerin und hatte schon in den verschiedenartigsten, oft schwierigen Rollen Proben ihrer Kunst abgelegt. Dienstl traf immer den richtigen Ton und war erfolgreich bemüht, wirkungsvolle Gestalten auf die Bühne zu stellen.
Es seien erwähnt „Goldene Eva“, „Toinette“ in Eingebildete Kranke, „Gräfin Fritzi“ in die Wienerin, „Franziska“ in Minna von Barnhelm, „Marie“ in Was ihr wollt, „Hermine“ in Sommernachtstraum, „Dienstmädchen“ in Compagnon, „Wirtin“ im Weißen Rößl etc. Auch als „Ida“ in den Journalisten, welche Rolle sie bei den Meisterspielen Mai bis Juni 1900 in Prag zur Geltung brachte, fand sie reichen Beifall.